# سیارک ۲۶۵۶
سیارک ۲۶۵۶ (به انگلیسی: 2656 Evenkia، نامگذاری:1979HD5) دو هزار و ششصد و پنجاه و ششمین سیارک کشف شده‌است که در ۲۵ آوریل ۱۹۷۹ کشف شد.
قدر مطلق سیارک برابر ۱۳٫۵۰ است.